# Ta Nea
Ta Néa (en griego: Τα Νέα, Las Noticias) es un diario griego fundado en 1931 y publicado a lo largo de toda su historia en Atenas. El periódico es propiedad de Lambrakis Press, empresa que también publica otro de los principales diarios de Grecia, Το Βήμα (en español To Vima).
Salió a la circulación por primera vez el 28 de mayo de 1931 bajo el nombre de Αθηναϊκά Νέα (Athinaiká Néa), pero en 1945 adoptó su denominación actual. Desde su fundación tiene como objetivo luchar contra el periodismo amarillista y por eso se anunciaba en sus orígenes como el periódico de los lectores que detestaban el amarillismo salvaje. De hecho, hay que tener en cuenta que Ta Néa apareció en un momento en el que el gobierno de Eleftherios Venizelos acababa de votar una ley que preveía duras penas contra aquellos periódicos que calumniaban tanto a instituciones como a personas individuales. No obstante, el motivo principal para promulgar dicha ley había sido la campaña iniciada por un periódico de la oposición, Ακρόπολις (en español, Acrópolis) contra Venizelos y sus colaboradores.
Su línea editorial suele simpatizar con ideas progresistas de izquierda, y apoyó con claridad las políticas del PASOK, el Movimiento Socialista Panhelénico, durante sus gobiernos en las décadas de 1980 y 1990. En los últimos años, suele aparecer como el periódico de información diaria más vendido de Grecia.